# ترمس أنطوني
الترمس الأنطوني (باللاتينية: Lupinus antoninus) نوع نباتي يتبع جنس الترمس من الفصيلة البقولية المعروفة بقدرتها على تثبيت النيتروجين الجوي من خلال بكتيريا المستجذرة.
موطنه ولاية كاليفورنيا.